# Вокулёр, Жерар Анри де
Жера́р Анри де Вокулёр (фр. Gérard Henri de Vaucouleurs; 25 апреля 1918, Париж — 7 октября 1995, Остин, штат Техас) — франко-американский астроном.
Член Национальной академии наук США (1986).

## Биография
Родился в Париже, в 1935 окончил Парижский университет. В 1945—1950 работал в Астрофизическом институте в Париже, в 1951—1954 — в Австралийском национальном университете, в 1954—1957 — наблюдатель Южной станции Йельского и Колумбийского университетов в Австралии, в 1957—1958 — астроном Ловелловской обсерватории в штате Аризона (США), в 1958—1960 — сотрудник Гарвардской обсерватории. С 1960 работал в Техасском университете, с 1965 — профессор.
Основные труды в области звездной фотометрии, физики планет и внегалактической астрономии. 
Выполнил многочисленные визуальные и фотографические наблюдения Марса, фиксировал изменения в темных и светлых областях на поверхности планеты; получил оценки оптических параметров атмосферы Марса и величины атмосферного давления. По фотоэлектрическим наблюдениям покрытия Регула Марсом оценил в 1959 температуру верхней атмосферы Марса в интервале 210—300 K. 
Разработал классификацию типов галактик по виду их изображений на фотографиях, отличающуюся от других классификаций (в частности, Э. П. Хаббла) большей детальностью. В своей системе классификации составил три обширных каталога галактик, последний из которых включает 4364 объекта. Исследовал ряд отдельных галактик и строение нашей Галактики, обнаружил в её центральной части слабое подобие перемычки, хорошо выявляющейся у многих спиральных галактик. Особое внимание уделил изучению ближайших к нашей Галактике объектов — Магеллановых Облаков. Вместе с сотрудниками оценил их угловые размеры, интегральные фотографические величины, массу, расстояние, состав звездного населения и установил, что Большое Магелланово Облако вращается. Является сторонником взглядов, высказанных впервые К. Э. Лундмарком и Э. Б. Хольмбергом, согласно которым окружающие нас галактики образуют огромную систему (сверхскопление, сверхгалактика) с центром в скоплении Девы. Это облако, по Вокулёру, сплющено и вращается. 
Автор книг «Физика планеты Марс» (1951, рус. пер. 1956), «Астрономическая фотография» (1961, рус. пер. 1975), «Обзор Вселенной» (совместно с Д. X. Мензелом и Ф. Л. Уипплом; неоднократно переиздавалась в США) и др.
Медаль Гершеля Королевского астрономического общества (1980), Премия Генри Норриса Рассела и премия Жюля Жансена (1988).

## Память
Закон де Вокулёра, открытый де Вокулёром в 1948 году, назван в его честь.